# Vera Krasnova
Vera Ivanovna Krasnova (Russisch: Вера Ивановна Краснова) (Omsk, 3 april 1950) is een voormalig Russisch langebaanschaatsster, die uitkwam voor de Sovjet-Unie. Ze was internationaal actief van 1969 tot ongeveer 1978 en was een specialiste van de sprint. Ze nam deel aan de Olympische Winterspelen van 1972 in Sapporo en van 1976 in Innsbruck. In Sapporo won ze de zilveren medaille op de 500 meter; in Innsbruck werd ze vijfde op die afstand.
Krasnova liet voor het eerst van zich horen in het seizoen 1968-1969. Ze nam op 1 en 2 februari 1969 in Grenoble deel aan het wereldkampioenschap. Daar werd ze negentiende. Op 22 februari 1969 zette ze, nog steeds als achttienjarige, een wereldbesttijd neer op de 500 meter. Op een baan in het hooggelegen Tsachkadzor (Armenië) reed ze 44,4 seconden, twee tienden sneller dan het wereldrecord van Ruth Schleiermacher. De ISU heeft de tijd van Krasnova echter niet erkend als officieel wereldrecord, evenmin als de 44,1 seconden die ze op 6 januari 1970 reed in Alma Ata. Krasnova was wel een tijdlang Russisch recordhoudster op de 500 meter.
Op de Olympische Winterspelen 1972 in Sapporo werd ze tweede op de 500 meter in 44,01, achter de Amerikaanse Anne Henning en voor haar landgenote Ljoedmila Titova. Krasnova reed haar rit tegen Ellie van den Brom, die tiende werd. Op de Winterspelen van 1976 in Innsbruck reed ze 43,23 seconden op de 500 meter, goed voor een vijfde plaats.
Haar beste resultaat op een internationaal kampioenschap (buiten de Olympische Spelen)  was de vierde plaats op het wereldkampioenschap sprint van 1975 in Göteborg.

## Resultaten
| Jaar | EK Allround | Olympische Spelen | WK Allround | WK Sprint |
| ---- | ----------- | ----------------- | ----------- | --------- |
| 1969 |             |                   | 19e         |           |
| 1970 |             |                   |             | 7e        |
| 1972 | 17e         | (500 m)           |             | 24e       |
| 1973 |             |                   |             | 12e       |
| 1974 |             |                   |             | 13e       |
| 1975 |             |                   |             | 4e        |
| 1976 |             | 5e (500m)         |             |           |

## Persoonlijke records[3]
| Afstand | Tijd    | Datum           | Plaats |
| ------- | ------- | --------------- | ------ |
| 500 m   | 40,96   | 10 april 1976   | Almaty |
| 1000 m  | 1.24,00 | 5 april 1977    | Almaty |
| 1500 m  | 2.19,48 | 13 maart 1977   | Almaty |
| 3000 m  | 5.13,10 | 17 januari 1970 | Almaty |